# A Love Song
«A Love Song» es una canción interpretada por el dúo estadounidense Loggins and Messina. Fue publicada como la cuarta canción de su tercer álbum de estudio Full Sail.

## Música y letra
La canción fue compuesta en un compás de 4
4 con un tempo de 80 pulsaciones por minuto y está escrita en la tonalidad de mi mayor. Las voces van desde E4 a B5. Musicalmente, «A Love Song» ha sido descrita como una canción de folk.
Líricamente, «A Love Song» habla de un hombre que quiere expresar su amor por su pareja a través del canto. Se compara con un pajarito que canta hermosas canciones y espera poder volar por su amada. También quiere compartir con ella la belleza de la naturaleza y la sensación de paz de su hogar. El coro repite su deseo de cantarle a su pareja, mecerla en sus brazos y conocerla mejor.

## Versión de Anne Murray

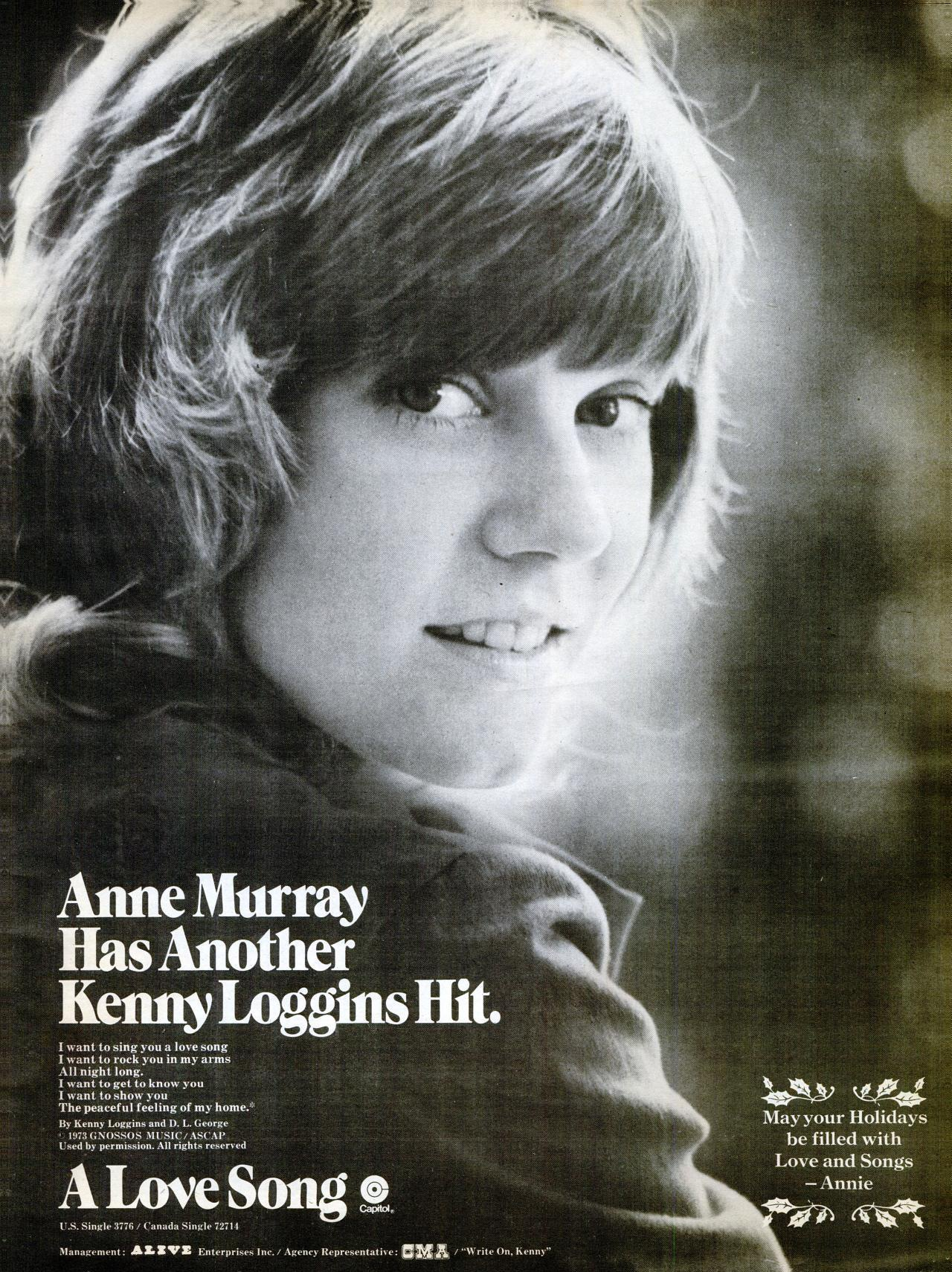
Anuncio comercial del sencillo en Billboard.

La artista country Anne Murray (que había llevado su grabación de otra canción de Loggins and Messina, «Danny's Song», al Top 10 a finales de 1972) hizo una versión de la canción ese mismo año para su álbum del mismo nombre.

### Recepción de la crítica
Un escritor no especificado de la revista Record World describió la versión de Murray de la canción como una “hermosa melodía hecha magníficamente”, mientras que Cash Box señaló que «Love Song» “tiene esa misma cualidad country relajada” que «Danny's Song». Billboard elogió la “voz hermosa” y el “fino arreglo de cuerdas” del sencillo.

### Galardones
| Año  | Premio         | Categoría                                    | Resultado | Ref.  |
| ---- | -------------- | -------------------------------------------- | --------- | ----- |
| 1974 | Premios Grammy | Mejor Interpretación Vocal Country, Femenina | Ganadora  | [ 7 ] |

### Posicionamiento

#### Gráfica semanal
| Gráfica (1973–74)                             | Pico de posición |
| --------------------------------------------- | ---------------- |
| Canadá (RPM Top Singles)                      | 1                |
| Canadá (RPM Country Playlist)                 | 1                |
| Canadá (RPM Pop Music Playlist)               | 1                |
| Estados Unidos (Billboard Adult Contemporary) | 1                |
| Estados Unidos (Billboard Hot 100)            | 12               |
| Estados Unidos (Billboard Hot Country Songs)  | 5                |

#### Gráfica de fin de año
| Gráfica (1974)                                | Pico de posición |
| --------------------------------------------- | ---------------- |
| Canadá (RPM Top Singles)                      | 28               |
| Estados Unidos (Billboard Adult Contemporary) | 24               |
| Estados Unidos (Billboard Hot 100)            | 80               |
| Estados Unidos (Billboard Hot Country Songs)  | 26               |
| Estados Unidos (Cash Box Top 100 Singles)     | 87               |